# Idarcturus hedgpethi
Idarcturus hedgpethi là một loài chân đều trong họ Arcturidae. Loài này được Menzies miêu tả khoa học năm 1951.